# Landstadt

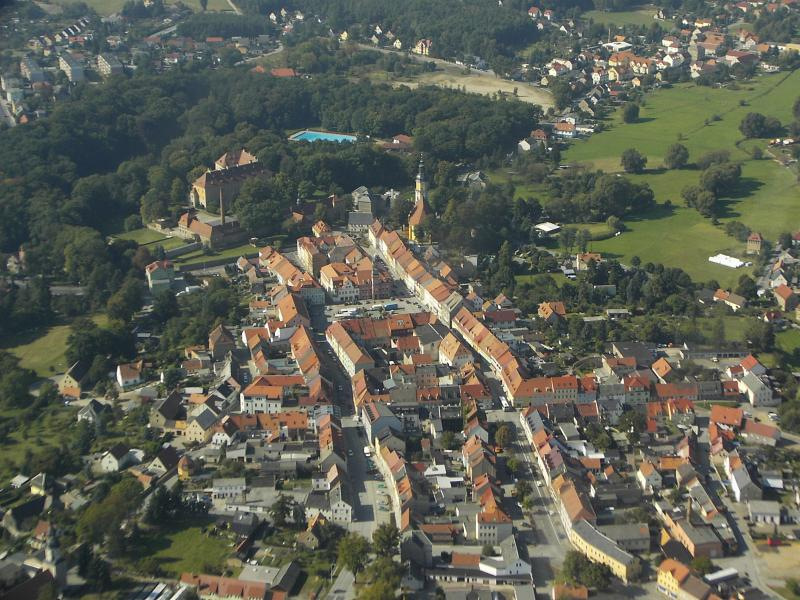
Königsbrück in Sachsen, Landstadt mit rund 4400 Einwohnern (2015)

Als Landstadt wird in der Statistik eine Stadt mit weniger als 5000 Einwohnern bezeichnet. Der Begriff Landstadt wurde in der Internationalen Statistikkonferenz von 1887 definiert. Die nächstgrößeren Kategorien sind die Kleinstadt mit 5000 bis unter 20.000 Einwohnern, die Mittelstadt mit 20.000 bis unter 100.000 Einwohnern, die Großstadt mit mindestens 100.000 und die Metropole ab einer Million Einwohnern.
Der Begriff kann aber auch andere Bedeutungen haben:
- eine chinesische administrative Einheit, siehe Großgemeinde (China)
- in der Stadtgeographie und der Siedlungsgeographie[1][2] wird er manchmal noch synonym für Landgemeinden gebraucht
- Zuweilen werden auch solche Städte als Landstadt (häufig unrichtig Ackerbürgerstadt) bezeichnet, deren Bevölkerung noch mehr oder weniger Landwirtschaft betreibt, bei der aber bereits (regional beschränkter) Handel und Gewerbe angesiedelt ist.[3]
- In Mecklenburg waren bis 1918 Landstädte jene Städte, die das Recht auf Vertretung im ständischen Landtag Mecklenburgs hatten.

## Mecklenburg
Im alten Mecklenburg bis 1918 bezeichnete man – unabhängig von der Einwohnerzahl – alle Städte als Landstadt, die das Recht auf Vertretung im ständischen Landtag Mecklenburgs hatten, also landtagsfähig waren. Die Vertreter der Städte bildeten die Landschaft. Ihre Entstehung geht auf den Beginn des 14. Jahrhunderts zurück, als die Ritterschaft, die Gesamtheit der Vasallen in Mecklenburg, die sich seit dem 13. Jahrhundert unregelmäßig versammelte, Vertreter der Städte hinzuzog. Da die effektive Erhebung von Steuern, deren Aufkommen vor allem von Handelsumsätzen städtischer Kaufleute und von Löhnen freier Städter herrührte, der Kooperation der städtischen Finanzbehörden bedurfte, stand die Einführung oder Veränderung jeder einzelnen Steuer unter dem Vorbehalt der Zustimmung durch den mecklenburgischen Landtag. Die dorthin entsandten Vertreter repräsentierten Landschaft, Ritterschaft und seit Beginn des 15. Jahrhunderts auch Prälaten, die alle drei die Landstände bildeten. „Ihre weitere Formierung erfolgte im ständigen Machtkampf mit der Landesherrschaft.“ Seit der Einigung Mecklenburgs unter Heinrich IV. 1471 versammelten sich die Stände der drei Teilherrschaften Mecklenburg (Mecklenburgischer Kreis), Wenden (Wendischer Kreis) und Stargard (Stargardscher Kreis) zunehmend zu gemeinsamen Landtagen, bevor sie 1523 eine Union bildeten, um der unmittelbar bevorstehenden erneuten dynastischen Zergliederung des Landes durch Albrecht VII. entgegenzuwirken. Mit Erfolg, denn die vereinten Landstände, auch Landesunion genannt, waren das Band, das die mecklenburgischen Teilherrschaften zusammenhielt. Seit Ausscheiden der Prälaten bildete die Ritter- und Landschaft die Landstände Mecklenburgs. Die Herzöge in Schwerin erkannten ab 1763 die Landjudenschaft Mecklenburg-Schwerins als Standesvertretung ohne legislative Befugnisse, aber mit Binnenautonomie an, während die Ritter- und Landschaft schon ihre Existenz ablehnte.
Die ebenfalls und mit besonderen Rechten im Landtag vertretene alte Hansestadt Rostock und die erst 1803 wieder in den mecklenburgischen Staatsverband eingegliederte, jedoch erst ab 1. Juli 1897 wieder in die Landschaft aufgenommene alte Hansestadt Wismar wurden als Seestädte bezeichnet. Die im 18. Jahrhundert entstandenen Residenzen Neustrelitz und Ludwigslust (bis 1880) zählten gar bzw. lange nicht zu den Landstädten und waren entsprechend nicht im Landtag vertreten. Ludwigslusts Antrag auf Aufnahme in die Landschaft gab diese lange nicht statt. Die Landtage tagten seit 1621 im jährlichen Wechsel in Malchin und in Sternberg in Mecklenburg.

### Gliederung
Die Landstädte gliederten sich in drei Gruppen, diejenigen des Mecklenburgischen, des Stargardschen und des Wendischen Kreises, jeweils angeführt von einer als „Vorderstadt“ titulierten Landstadt. Im Jahre 1906 gab es 49 landtagsfähige Städte, 47 Landstädte und die zwei Seestädte:
A. Mecklenburgischer Kreis
- Parchim als Vorderstadt[8]
- Brüel (1340 durch Reimar von Plessen gegründet, seitdem zum ritterschaftlichen Gute daselbst gehörig und mit diesem ab 1753 erbprinzlich, bis 1751 amtssässig)[9]
- Bützow (vor 1302 durch den Fürstbischof von Schwerin gestiftet, dann fürstbischöfliche Residenz, 1648 an Mecklenburg; Landstandschaft 1842 beantragt und 1851 genehmigt)[10]
- Crivitz (Stadtrecht vor 1312)[9]
- Doberan (Stadtrecht 1879; Landstandschaft 1881)[7]
- Dömitz[9]
- Gadebusch (vor 1225 gestiftet durch Heinrich Borwin I. zu Mecklenburg)[11]
- Grabow in Mecklenburg (vor 1255 gestiftet vom Grafen von Dannenberg)[11]
- Grevesmühlen (vor 1226 gestiftet)[11]
- Hagenow (vor 1200 gestiftet, bis 18. April 1754 amtssässig, seitdem kanzleisässig)[11]
- Kröpelin (vor 1250 gestiftet und seit 1223 zu Mecklenburg)[8]
- Lübz (vor 1370 gestiftet, bis 18. August 1760 amtssässig, seitdem kanzleisässig)[12]
- Ludwigslust (Stadtrecht 1876; Landstandschaft 1880)[7]
- Malchow in Mecklenburg (1235 gestiftet durch Nikolaus III. von Werle, 1316–1376 zur Linie Parchim, ab 1436 zu Mecklenburg, ab 1621 zu Mecklenburg-Schwerin)[13]
- Neubukow (gestiftet vor 1306, bis 1775 amtssässig)[14]
- Neustadt (vor 1291 gestiftet durch den Grafen zu Schwerin)[15]
- Rehna (bis 30. Mai 1791 amtsässig, seitdem kanzleisässig)[16]
- Schwerin in Mecklenburg (Altstadt[16] und 1705 gegründete Neustadt 1832 vereinigt; Landstandschaft der Neustadt 1851 genehmigt)[10]
- Sternberg in Mecklenburg (vor 1226 gestiftet; ab 1621 Tagungsort des allgemeinen Landtags im Wechsel mit Malchin)[17]
- Waren an der Müritz (vor 1283 gestiftet, 1347–1425 Residenz der jüngeren Linie Werle, ab 1436 zu Mecklenburg, ab 1621 zu Mecklenburg-Schwerin)[18]
- Warin (vor 1569 gestiftet durch den Fürstbischof zu Schwerin; bis 1781 amts-, seitdem kanzleisässig; Landstandschaft 1851 genehmigt)[10]
- Wittenburg in Mecklenburg (vor 1294 gestiftet durch den Grafen zu Schwerin)[19]

B. Stargardscher Kreis
(ab 1701 Hauptteil von Mecklenburg-Strelitz)
- Vorderstadt Neubrandenburg
- Friedland in Mecklenburg[10]
- Fürstenberg an der Havel[10]
- Stargard in Mecklenburg[20]
- Strelitz[21]
- Wesenberg in Mecklenburg[22]
- Woldegk[23]

C. Wendischer Kreis
- Vorderstadt Güstrow (1220 Stadtrecht durch Heinrich Borwin II.)[24]
- Boizenburg an der Elbe (vor 1250 Stadtrecht durch Gunzelin III. von Schwerin; 1353 zu Mecklenburg, ab 1621 zum Herzogtum Güstrow, späterer Wendischer Kreis)[25]
- Gnoien (von Heinrich zu Werle 1290 gestiftet)[25]
- Goldberg (vor 1281 Stadtrecht durch Herrn zu Werle; 1316–1375 Residenz Werles; bis 1769 amtssässig)[24]
- Krakow am See (1298 im Fürstentum Wenden gestiftet, 1436 zu Mecklenburg)[26]
- Laage (1270 gegründet durch Nikolaus III. zu Werle)[27]
- Malchin (gestiftet 1236 von Herrn Nikolaus III.; 1316–1375 zur Linie Parchim; 1436 zu Mecklenburg; ab 1621 Tagungsort des allgemeinen Landtags im Wechsel mit Sternberg)[28]
- Marlow (1228 in der Herrschaft Rostock gestiftet; bis 1768 zu den Lüheschen Gütern)[29]
- Neukalen (erbaut 1244 durch Heinrich Borwin III. zu Rostock; bis 1782 amtssässig)[30]
- Penzlin (schon 1170 eine wendische Stadt; erst später Schwerinsches Stadtrecht durch Heinrich Borwin II. zu Werle)[31]
- Plau am See (um 1225 Stadtrecht durch Heinrich Borwin I. zu Mecklenburg; 1247 zur Linie Parchim, 1316 zur Linie Werle-Güstrow; 1436 zu Mecklenburg)[32]
- Ribnitz (1271 gestiftet durch Herrn zu Rostock; ab 1325 zu Mecklenburg)[33]
- Röbel an der Müritz (1226 gestiftet durch Heinrich Borwin II.; 1347–1425 zur Linie Waren, 1436 zu Mecklenburg)[34]
- Schwaan (1292 gestiftet durch Herrn zu Werle; bis 1762 amtssässig)[35]
- Stavenhagen (1282 gestiftet im Fürstentum Wenden, 1316–1375 zur Linie Goldberg; 1436 zu  Mecklenburg; bis 1780 amtssässig)[36]
- Sülze (1298 gegründet durch Herrn zu Rostock; bis 1768 zu den Lüheschen Gütern)[37]
- Tessin bei Rostock[38]
- Teterow (1272 gestiftet durch Nikolaus III. zu Werle; 1317–1357 zur älteren Linie Werle; ab 1436 zu Mecklenburg)[39]